# Phycosoma japonicum
Phycosoma japonicum là một loài nhện trong họ Theridiidae.
Loài này thuộc chi Phycosoma. Phycosoma japonicum được Hajime Yoshida miêu tả năm 1985.